# Kvitto

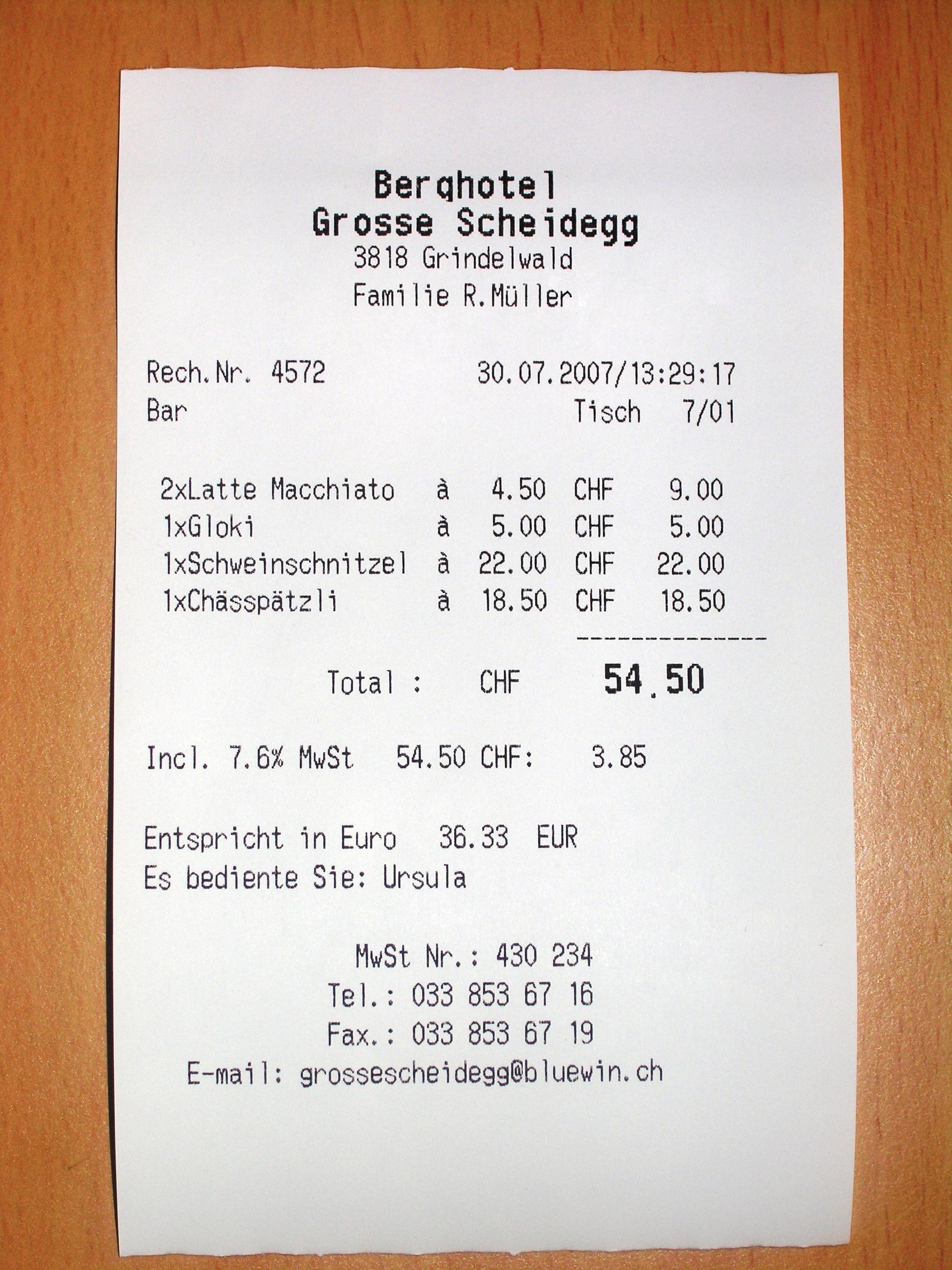
Ett kvitto i Schweiz, daterat 2007.

Ett äldre kvitto i Sverige.

Ett kvitto eller kvittens är en bekräftelse att en person eller en organisation har betalat för en vara eller en tjänst. Bekräftelsen är skriven på papper. Ett mottagningskvitto eller en kvittens avser oftast ett bevis på att varan eller tjänsten är mottagen.
Vid ett köp brukar följande information finnas med på kvittot:
- Säljarens namn och adress
- Organisationsnummer
- Datum och klockslag
- Artikelnamn/tjänstens beteckning och antal (ev. m. tillhörande beskrivning eller begränsning)
- Belopp / pris
- Moms (mervärdesskatt)

Det är lag i många länder på att kvitto måste ges när ett företag säljer något. Detta gäller även i Sverige sedan den nya svenska lagen om kassaregister (2007:592) trädde i kraft år 2010. Kvitton måste också sparas i företagens bokföring, så att skattemyndigheten kan kontrollera att all försäljning bokförs.
Om konsumenten vill utnyttja garanti, öppet köp eller bytesrätt brukar kvitto vara ett enkelt sätt att bevisa köpet. Det är en anledning till att man bör spara kvitton från konsumentköp. I Sverige bör kvitton vid köp av varor eller tjänster sparas i minst tre år. Det är så lång tid som konsumenter har laglig rätt att reklamera ett köp i Sverige. För att kvittot ska vara läsligt i tre år är det viktigt att det förvaras väl. Vid dyra köp kan det även vara lämpligt att kopiera kvittot eller be att få ett åldersbeständigt kvitto. Vid köp där det inte är möjligt att få kvitto är det bra att istället skriva ut och spara betalningsordern och/eller spara kontoutdrag som påvisar köpet.
Svenska Konsumentverket rekommenderar att kvitton på husbetalningar eller reparationer sparas så länge man äger huset, kvitton för arbete på fasta saker (såsom bostadsrenoveringar) i tio år, kvitton på låneavbetalningar i tio år och kvitton som grundar sig på skatteavdrag och används vid deklaration till Skatteverket i sex år.